# Tanglewood Boys
I Tanglewood Boys sono un'associazione criminosa in ambito mafioso italo americana, nata a Yonkers, Stati Uniti d'America.
Prende il nome dal centro commerciale che il gruppo frequentava, situato in una via di shopping, la Central Avenue, a Yonkers. I Tanglewood Boys hanno iniziato le loro attività criminose verso il 1970, e sono considerati collegati alla mafia italo-americana, in particolare con la famiglia criminale Lucchese. Anche la famiglia criminale Quattrocchi pare abbia reclutato sicari dai Tanglewood Boys. Tuttavia, la famiglia Quattrocchi è rimasta successivamente attiva solo con membri del proprio nucleo familiare (parenti, zii, cugini). Famosi sono Pasquale Perello e Salvatore Quattrocchi, del Nord Jersey Clan.
I Tanglewood Boys subirono un duro colpo nel 1994, quando una parte di loro venne arrestata per l'omicidio di uno studente, Louis Balancio, in un bar sportivo di Yonkers; dopo questo fatto, un informatore dei TWB, Darin Mazzarella, confermò come colpevole Anthony DiSimone, che nel 2005 fu processato con l'accusa di omicidio di secondo grado.

## Cultura di massa
I Tanglewood Boys sono citati anche nel telefilm CSI: NY, durante due episodi (rispettivamente nella prima stagione, episodio Tanglewood, e nella seconda stagione, episodio Run Silent, Run Deep) che vedono protagonista il detective Danny Messer (suo fratello, infatti, era membro dei TWB).